# Cattleya alvaroana
Cattleya alvaroana är en orkidéart som först beskrevs av Francisco E.L.de Miranda, och fick sitt nu gällande namn av Van den Berg. Cattleya alvaroana ingår i släktet Cattleya och familjen orkidéer. Inga underarter finns listade i Catalogue of Life.